# Cristina López Barrio
Pour les articles homonymes, voir Cristina López, López et Barrio.
Cristina López Barrio (Madrid, 12 mai 1970) est une femme de lettres et avocate espagnole.

## Biographie
Elle étudie le droit à l'Université Complutense de Madrid et se spécialise dans le droit de la propriété intellectuelle à l'Université pontificale de Comillas. En 2000, elle suit l'atelier d'écriture créative de Clara Obligado,.

## Œuvres
- Niebla en Tánger, 2017
- Tierra de brumas, 2015
- El cielo en un infierno cabe, 2013
- El reloj del mundo, 2012
- La casa de los amores imposibles, 2010
- El hombre que se mareaba con la rotación de la Tierra, 2009

## Prix
- Premio Villa Pozuelo de Alarcón, 2009
- Premi Blog Llegir en cas d'incendi, 2010
- Finalista Premio Planeta, 2017